# Burmannia connata
Burmannia connata ist eine Pflanzenart aus der Familie der Burmanniaceae. Sie ist beheimatet in Sumatra.

## Beschreibung
Burmannia connata ist eine einjährige, blattgrüne, fadenförmig schlanke, unverzweigt bis selten verzweigt wachsende krautige Pflanze, die eine Wuchshöhe von 18 bis 29 Zentimeter erreicht. Sie ist semi-mykotroph. Ein Rhizom ist nicht vorhanden, die Wurzeln sind faserig. Die Blätter sind eiförmig-lanzettlich und spitz, 3,6 bis 8 Millimeter lang und 1 bis 2 Millimeter breit. Sie stehen als bodenständige Rosette sowie eng angelegt am Stängel, dort sind sie spitz und 3,2 bis 4 Millimeter lang. 
Der Blütenstand besteht aus ein oder zwei gestielten Blüten. Die Blüten sind 6 bis 8 Millimeter lang und weiß mit hellvioletten Flügeln und bläulichen Blütenlappen. Die Blütenröhre ist zylindrisch und 3 Millimeter lang, die rund 2 Millimeter breiten Flügel sind halbiert elliptisch bis halbiert umgekehrt-lanzettlich und verlaufen von unterhalb des Ansatzes des Fruchtknotens bis zum Ansatz der äußeren Blütenlappen. Die äußeren Blütenlappen sind eiförmig-dreieckig, dünn und aufrecht, mit eingerollten oder flachen Rändern und rund 1,2 Millimeter lang, die inneren dreieckig, dünn, aufrecht, leicht geneigt und spitz zulaufend und rund 5 Millimeter lang. Die Staubfäden sind ungestielt und setzen unterhalb der inneren Blütenlappen an, die einzige Theca setzt unterhalb des Konnektivs an. Der Griffel ist fadenförmig, 3 Millimeter lang und kurz verzweigt, an seinen Enden sitzen die drei Narben. 
Die Fruchtknoten sind umgekehrt-eiförmig und 4 Millimeter lang. Die umgekehrt-eiförmige Kapsel öffnet sich entlang von Querschlitzen. Die Samen sind zahlreich und elliptisch.

## Verbreitung
Burmannia connata ist beheimatet in Sumatra, Angaben zum Habitat fehlen.

## Systematik
Die Art wurde 1938 von Fredrik Pieter Jonker erstbeschrieben. 

## Nachweise
- Dianxiang Zhang: Systematics of Burmannia L. (Burmanniaceae) in the Old World, S. 217–218, in: Hong Kong University Theses Online, Thesis (Ph.D.), University of Hong Kong, 1999